# Discodeles
Discodeles là một chi động vật lưỡng cư trong họ Ceratobatrachidae, thuộc bộ Anura. Chi này có 5 loài và không bị đe dọa tuyệt chủng.

## Danh sách loài
- Discodeles bufoniformis (Boulenger, 1884)
- Discodeles guppyi (Boulenger, 1884)
- Discodeles malukuna Brown & Webster, 1969
- Discodeles opisthodon (Boulenger, 1884)
- Discodeles vogti (Hediger, 1934)